# Prabuty
Prabuty [praˈbutɨ] (deutsch Riesenburg) ist eine Stadt mit Sitz der gleichnamigen Stadt-und-Land-Gemeinde im Powiat Kwidzyński der polnischen Woiwodschaft Pommern.

## Geographische Lage
Die Stadt liegt in der historischen Landschaft Preußen, im südwestlichen Teil des mittelalterlichen Pomesanien, der später zum Oberland gehörte. Sie befindet sich in der Eylauer Seenplatte auf einer Höhe von 30 m über dem Meeresniveau, etwa 20 km ostnordöstlich von Kwidzyn (Marienwerder) und 10 km nordwestlich von Susz (Rosenberg i. Westpr.).
An der Stadt befindet sich der Schloss-See.

## Name
Der deutsche Name der Stadt leitet sich vom Land Reisen (auch Resia) ab, einem Teil des prußischen Gaues Pomesanien, und hat nichts mit einem sagenhaften „Riesen“ zu tun. Gleichwohl hat man einen Riesen in das Stadtwappen aufgenommen, das heute noch auf einem Medaillon über dem Bogen des Marienwerder Tores (Brama Kwidzyńska) in der Altstadt sichtbar ist.

## Geschichte

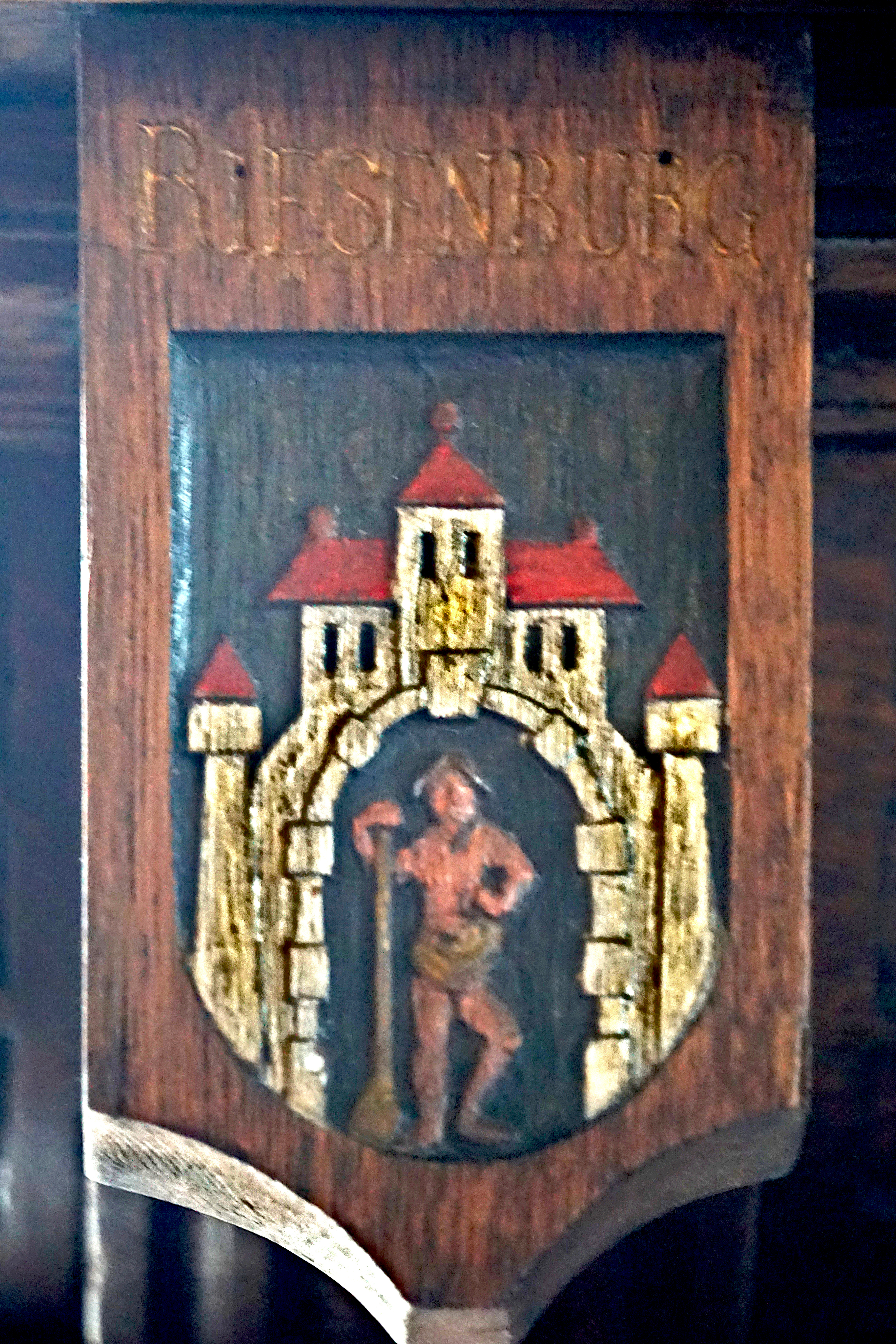
Wappen von Riesenburg im Plenarsaal des altstädtischen Rathauses in Danzig

Riesenburg wurde 1250 erstmals erwähnt und diente ab 1277 dem Bischof Albert (1259–1286) des Bistums Pomesanien als Residenz. Die Stadt neben der Burg entwickelte sich um 1300 und erhielt ihre Handfeste von Bischof Rudolf (1322–1332). 1323 wie auch nach der Schlacht bei Tannenberg (1410) sowie 1414 und 1422 wurde Riesenburg von polnischen Truppen geplündert und zerstört.

Riesenburg im 17. Jahrhundert, Kupferstich von Christoph Hartknoch

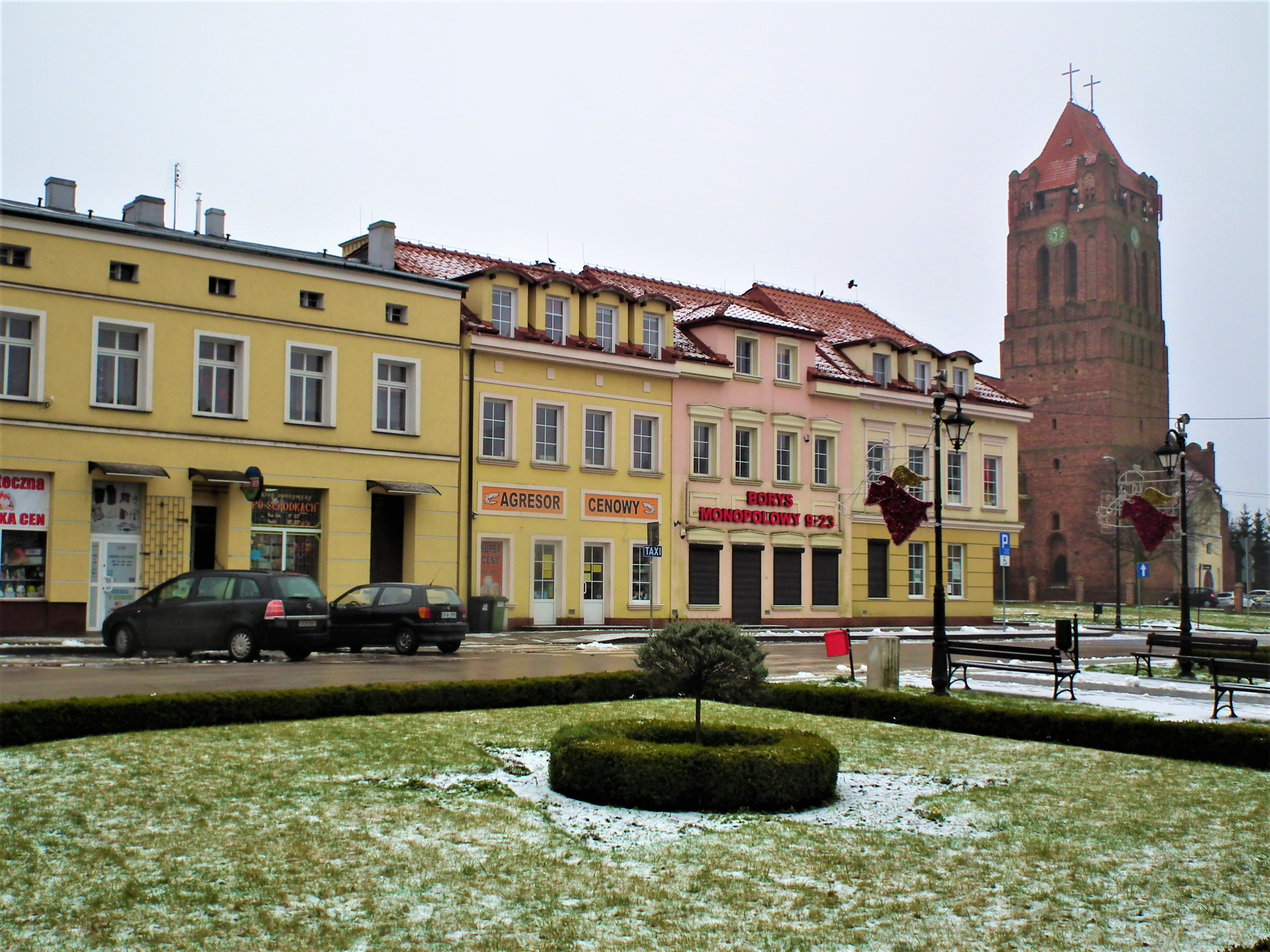
Marktplatz von Prabuty

Als sich die Gemeinde 1451 dem Preußischen Bund anschloss, setzte Bischof Kasper den Bürgermeister und Stadtrat kurzerhand ab, verwies sie der Stadt und ließ ihr Vermögen einziehen. Dennoch konnte der Preußische Bund 1454 den Beitritt erzwingen. Der Preußische Bund verlor die Schlacht bei Konitz, woraufhin Riesenburg wieder zum Deutschen Orden übertrat, bei dem es 1466 im Zweiten Frieden von Thorn zusammen mit dem weltlichen Teil des Bistums Pomesanien verblieb. Im Jahr 1523 gab der zur Reformation übergetretene letzte Bischof von Pomesanien, Erhard von Queis, mit seinem Amt auch die Residenz in Riesenburg auf. Die Stadt lag nun im Herzogtum Preußen.
Im Jahr 1628 brannte die Stadt zur Hälfte und 1688 ganz ab. Im Jahr 1710 starben 935 Personen an der Großen Pest. Im Siebenjährigen Krieg (1756–1763) mussten die Bürger 18.408 Reichstaler an Kontributionen an die russische Kaiserreich bezahlen.
Die Haupteinnahmequellen der Bürger der Stadt waren im 19. Jahrhundert das Handwerk, das Brauereiwesen und der Ackerbau. Riesenburg wurde ein eigener Amtsbezirk im Landkreis Rosenberg in Westpreußen im Regierungsbezirk Marienwerder der Provinz Westpreußen und verfügte über ein Standesamt und ein Amtsgericht.
Aufgrund der Bestimmungen des Friedensvertrages von Versailles stimmte die Bevölkerung im Abstimmungsgebiet Marienwerder, zu dem Riesenburg gehörte, am 11. Juli 1920 über die weitere staatliche Zugehörigkeit zu Ostpreußen (und damit zu Deutschland) oder den Anschluss an Polen ab. In Riesenburg stimmten 3321 Einwohner für den Verbleib bei Ostpreußen; auf Polen entfielen 50 Stimmen. Nach der Auflösung des Regierungsbezirks Marienwerder gehörte es bis 1939 zum Regierungsbezirk Westpreußen der Provinz Ostpreußen, anschließend bis 1945 zum Reichsgau Danzig-Westpreußen im wieder errichteten Regierungsbezirk Marienwerder (Danzig-Westpreußen). Gegen Ende des Zweiten Weltkrieges eroberte die Rote Armee die dabei zu 60 % zerstörte Stadt. Sie unterstellte Riesenburg im März/April 1945 der Verwaltung der Volksrepublik Polen. Diese führte für Riesenburg die Ortsbezeichnung Prabuty ein, vertrieb die Einwohner nach einer „Verifizierung“ nahezu vollständig und siedelte an ihrer Stelle Polen an.
Die Gemeinde ist heute dem Powiat Kwidzyński in der Woiwodschaft Pommern (1975–1998 Woiwodschaft Elbląg) zugeordnet.

### Demographie
| Jahr | Einwohner | Anmerkungen |
| ---- | --------- | --- |
| 1777 | 1797      | [ 4 ] |
| 1782 | 1878      | davon 203 zur Garnison gehörende Personen (Stab und eine Schwadron eines Dragoner-Regiments) |
| 1831 | 2722      | [ 5 ] |
| 1864 | 3397      | am 3. Dezember, davon 3147 Evangelische und 62 Katholiken |
| 1871 | 3416      | darunter 3150 Evangelische und 70 Katholiken |
| 1875 | 3542      | [ 8 ] |
| 1880 | 3718      | [ 8 ] |
| 1890 | 4586      | davon 643 Katholiken und 123 Juden |
| 1900 | 5032      | [ 4 ] |
| 1905 | 4826      | meistens Protestanten |
| 1910 | 5032      | am 1. Dezember, davon 4867 mit deutscher Muttersprache (3959 Evangelische, 784 Katholiken, 67 Juden, 57 Sonstige) und 118 mit polnischer Muttersprache (fünf Evangelische, 113 Katholiken); auf einer Fläche von 2837 ha |
| 1925 | 5340      | meistens Protestanten |
| 1933 | 6116      | [ 8 ] |
| 1939 | 8093      | [ 8 ] |

| Jahr | Einwohner | Anmerkungen             |
| ---- | --------- | ----------------------- |
| 2012 | 8488      | Stand vom 30. Juni 2012 |

## Verkehr
Der Bahnhof Prabuty liegt an der Bahnstrecke Warszawa–Gdańsk.
In der Stadt treffen die Woiwodschaftsstraßen DW 520 (Kamieniec–Prabuty), die DW 521 (Kwidzyn–Susz–Iława (deutsch Preußisch Eylau)) und die DW 522 (Górki (deutsch Gurken), 1939–1945 Bergshausen–Sobiewola (deutsch Eigenwill)) aufeinander und bieten eine günstige Anbindung der Stadt an die Region.
Außerdem verläuft die Bahnstrecke Warszawa–Gdańsk der Polnischen Staatsbahn (PKP) durch den Ort. Die noch im Güterverkehr betriebene Bahnstrecke Riesenburg–Marienwerder beginnt hier. Die schon seit 1945 stillgelegte Bahnstrecke Miswalde–Riesenburg und die ebenfalls stillgelegte Bahnstrecke Jabłonowo Pomorskie–Prabuty enden hier.

## Kirche
Das Stadtbild wird seit dem 14. Jahrhundert von der Pfarrkirche geprägt, die von der Reformation bis 1945 evangelisches Gotteshaus war. Die zweite „Kleine Kirche“ war im 15. Jahrhundert dicht an das später verfallene und abgerissene Schloss gebaut. Weil hier im 19. Jahrhundert noch die Gottesdienste in polnischer Sprache stattfanden, hieß das bis 1945 ebenfalls evangelische Gotteshaus „Polnische Kirche“. Die Andreaskirche ist im 19. Jahrhundert und von vornherein als katholische Kirche errichtet worden.

## Kirchengemeinden

### Evangelisch
Das evangelische Kirchspiel Riesenburg und Dakau war zunächst im altpreußischen Kirchenkreis Riesenburg, später im Kirchenkreis Rosenberg gelegen. Die Kirchengemeinde zu Riesenburg war seit der Reformation mit zwei Geistlichen ausgestattet, von denen der „Diakonus“ der zweite bzw. Landpfarrer war. Zum Pfarrbezirk gehörten insgesamt 45 Ortschaften.
Heute gibt es in der Stadt kein evangelisches Gotteshaus mehr. Evangelische Kirchenglieder werden jetzt von der Pfarrei Elbląg (deutsch Elbing) betreut. Kirchdorf ist Mikołajki Pomorskie (Nikolaiken, 1939–45 Niklaskirchen). Es gehört zur Diözese Pommern-Großpolen der Evangelisch-Augsburgischen Kirche in Polen.

### Katholisch
Eine selbstständige katholische Gemeinde gibt es in Riesenburg erst seit 1867. Vorher gehörte die Stadt zur Pfarrei Schönwiese (polnisch Krasna Łąka) und lag im Bistum Ermland. Heute besteht die Parafia Św. Wojciecha (St. Adalbert) in Prabuty. Die Stadt ist Sitz des nach ihr benannten Dekanats mit sechs Pfarreien, die zum Bistum Elbing der katholischen Kirche in Polen gehören.

## Ordensburg Riesenburg
Die Gründung der Burg erfolgte 1276/77. Sie diente ab 1277 dem Bischof Albert (1259–1286) des Bistums Pomesanien als Residenz. 1322 bis 1340 wurde die Burg baulich erweitert. Bis 1523 blieb Riesenburg mit der Burg Residenzstadt des Bischofs von Pomesanien. Nachdem der Bischof 1523 sein Amt aufgegeben hatte, verfiel die Burg allmählich. Im Jahr 1787 durch einen Brand zerstört, ist sie später komplett abgerissen worden. Erhalten blieben Fundamente der Burgmauern der Bischofsresidenz.

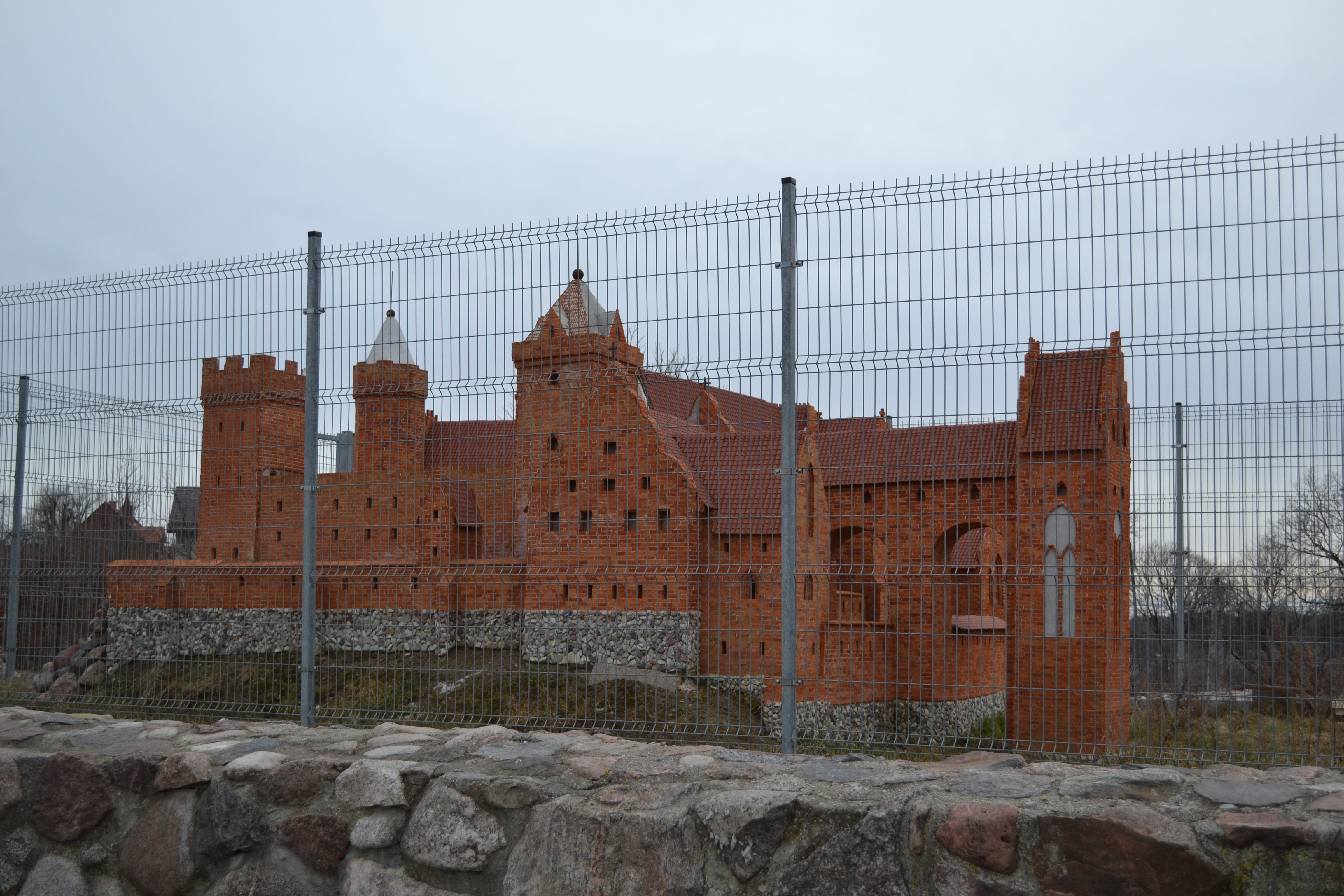
Burgmodell in Prabuty
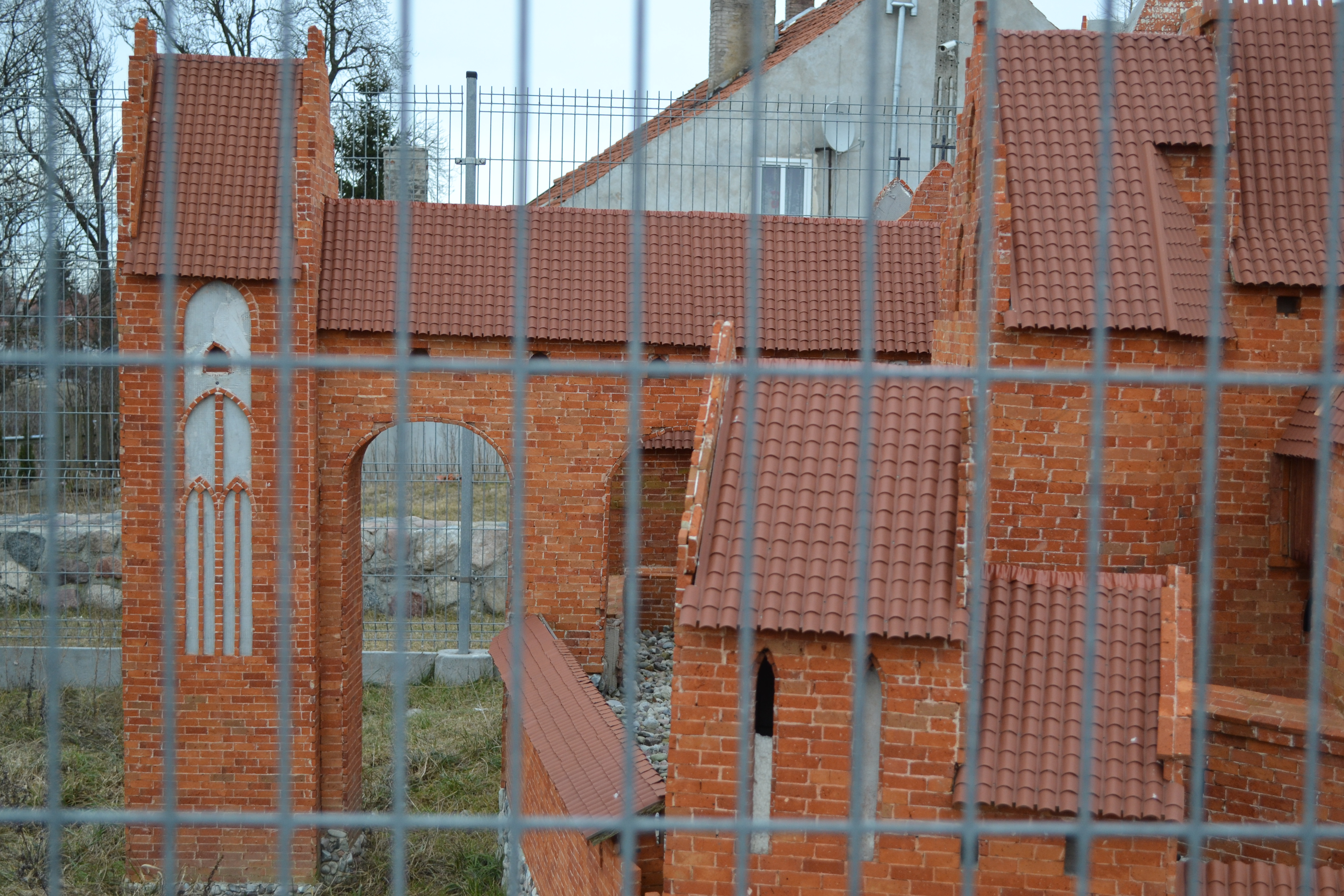
Dansker des Burgmodells in Prabuty
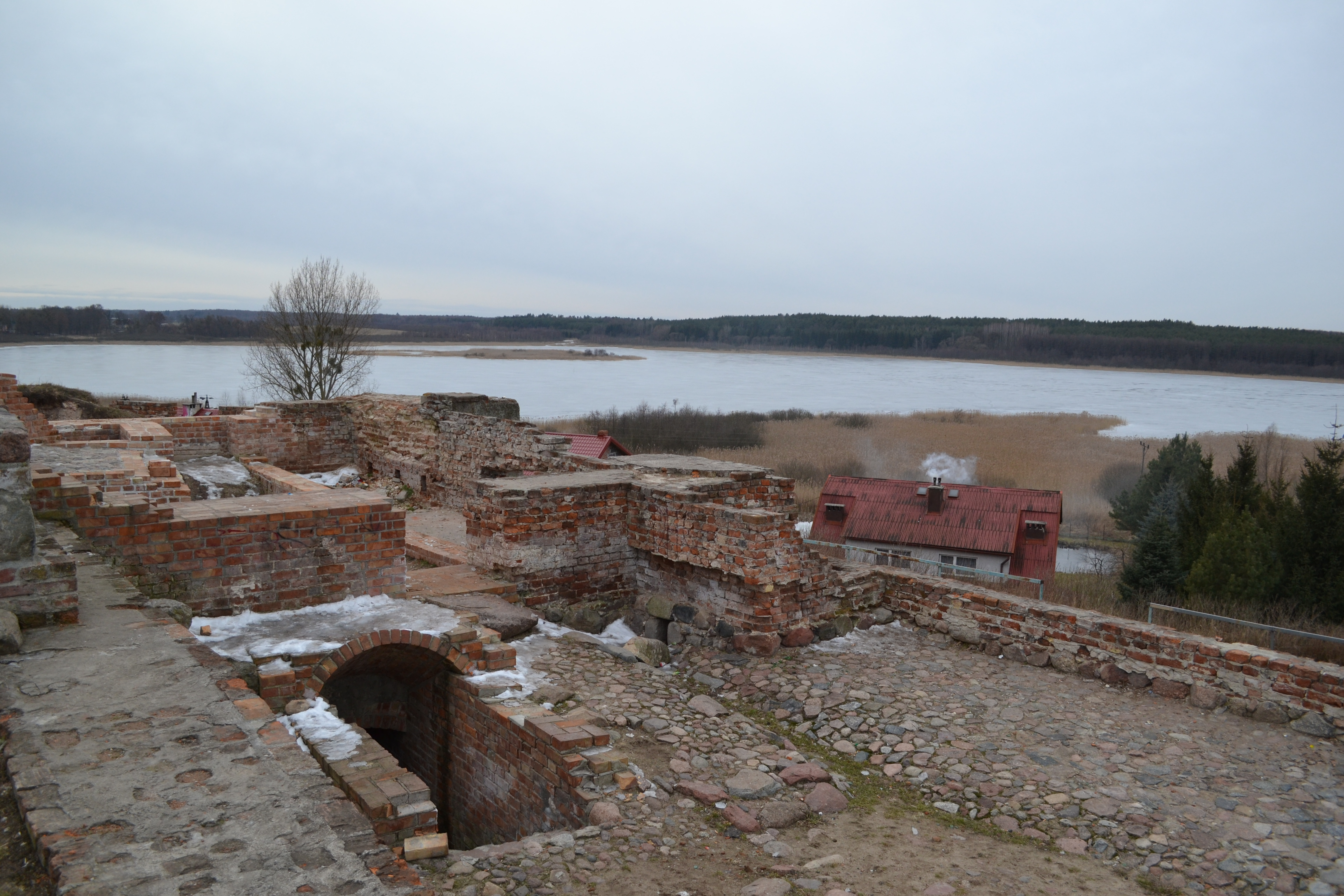
Fundamente der Ruine des Bischofspalasts

## Sehenswürdigkeiten
- Adalbertkonkathedrale, erbaut von 1330 bis 1350 nach dem Vorbild des Doms in Marienwerder, mehrfache Umbauten, 1945 durch sowjetische Truppen bis auf die Grundmauern niedergebrannt, Wiederaufbau in den Jahren 1980 bis 1983, von 1525 bis 1945 evangelisch
- Kleine („polnische“) Kirche (erbaut 1412 mit reich gegliedertem Giebel, 1722 ausgebrannt, wieder instand gesetzt)
- Andreaskirche (erbaut 1878, Turm 1903)
- Marienwerder Tor (Brama Kwidzyńska, aus dem 14. Jahrhundert, 1850 mit einem Aufbau versehen, nach 1945 wieder auf sein mittelalterliches Aussehen zurückgebaut) und Teile der Stadtmauer (aus gleicher Zeit)
- Rolandbrunnen (Fontanna Rolanda), 1896 nach Entwurf des Berliner Architekten Franz Schwechten, stand ab 1900 bei der Kaiser-Wilhelm-Gedächtniskirche in Berlin-Charlottenburg, musste dort der Verkehrsplanung weichen und wurde 1928 von der Stadt Riesenburg erworben.[15] Im Jahre 2011 wurde die 1945 entfernte Roland-Statue rekonstruiert.[16]
- Fundamente der Bischofsburg des Deutschen Ordens

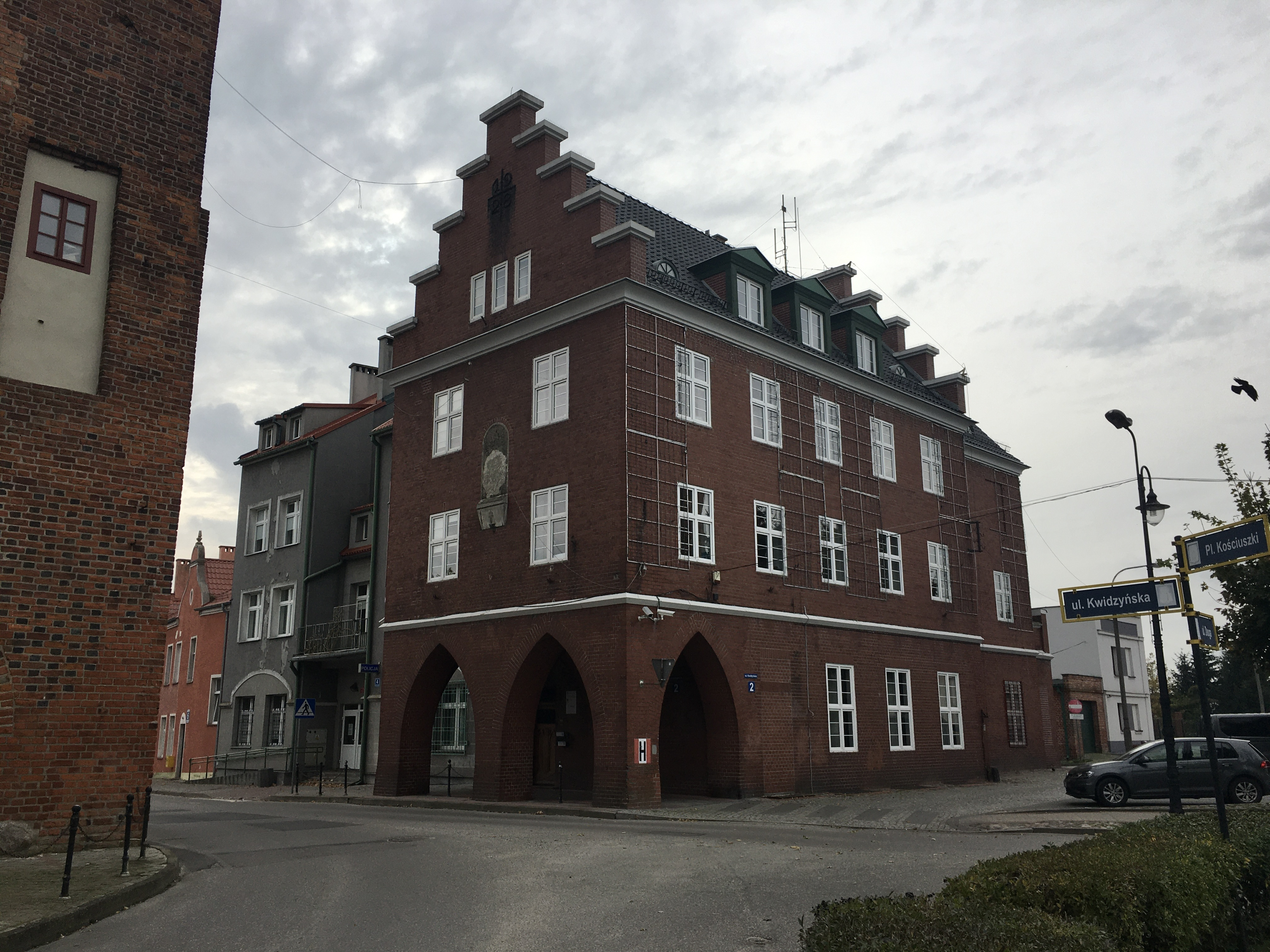
Rathaus Prabuty
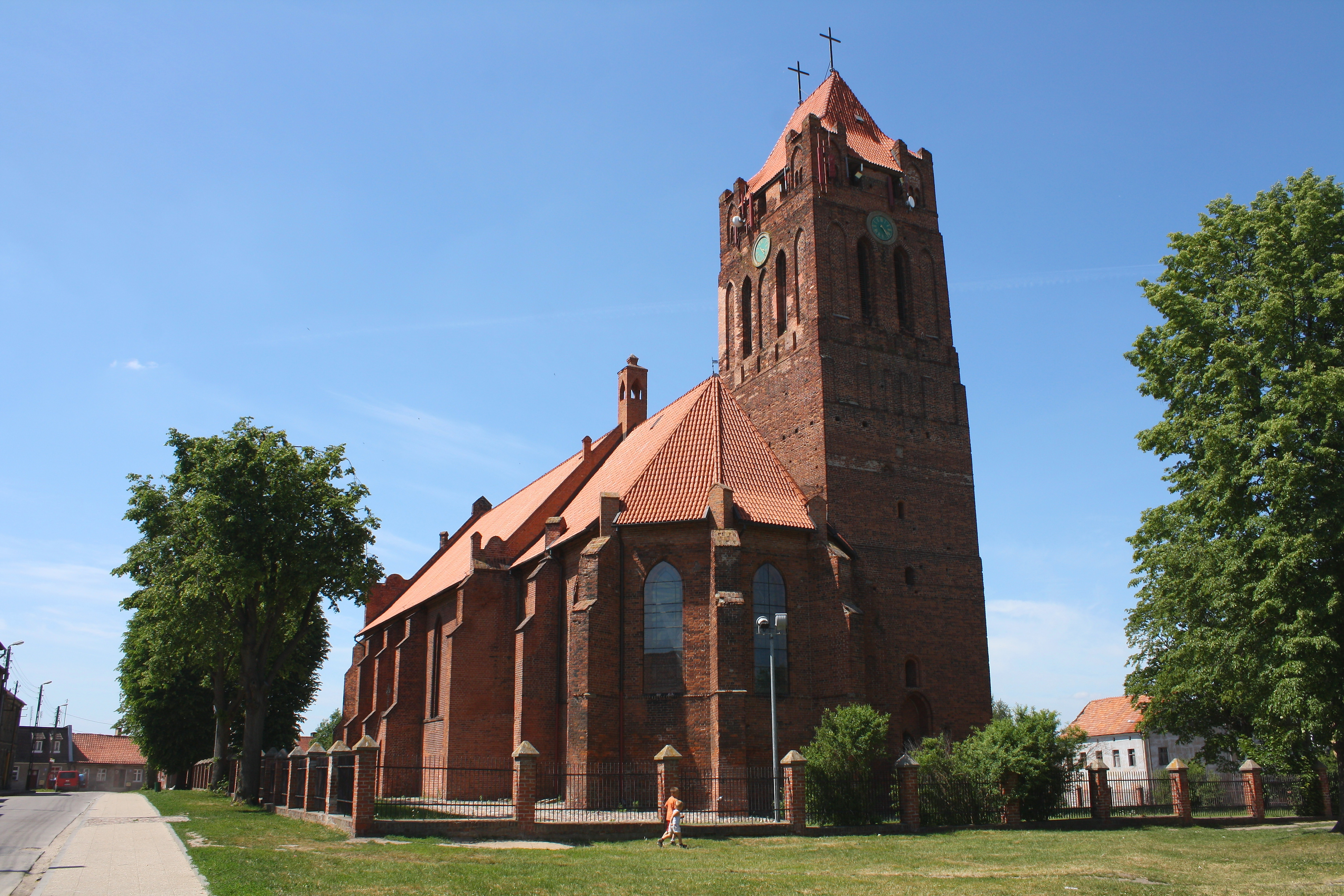
Konkathedrale St. Adalbert
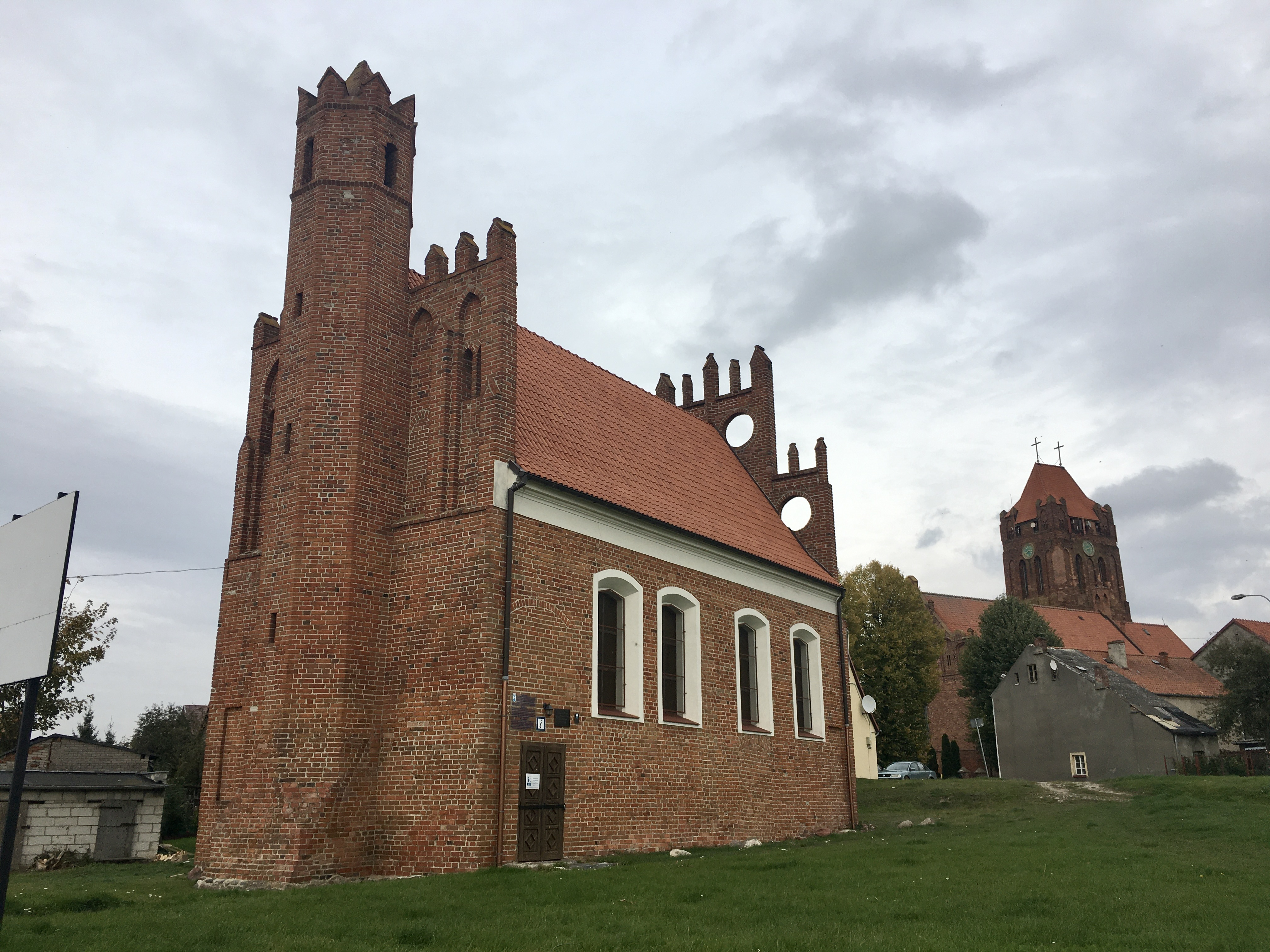
Kleine („polnische“) Kirche, erbaut 1412.
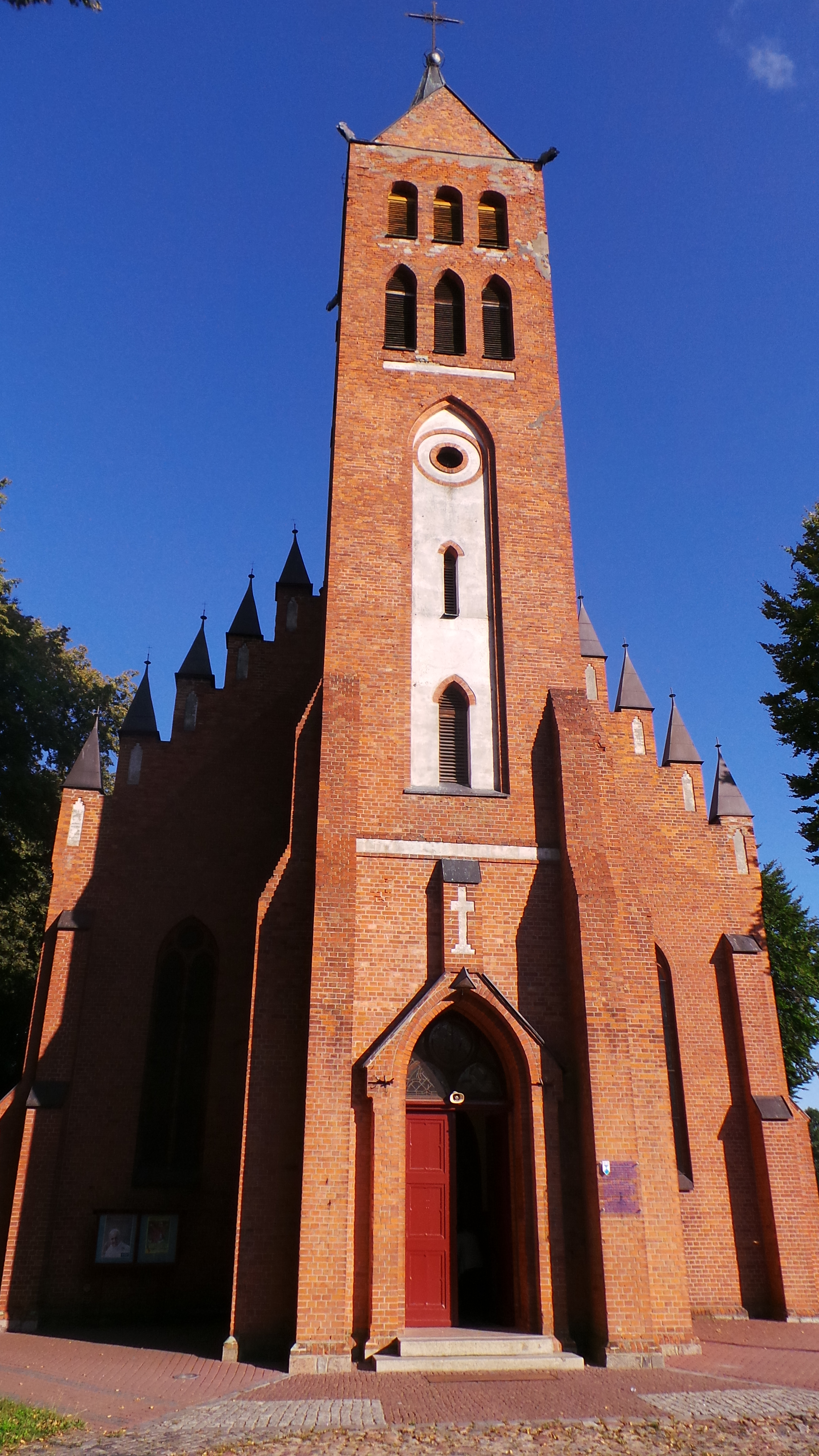
Andreaskirche
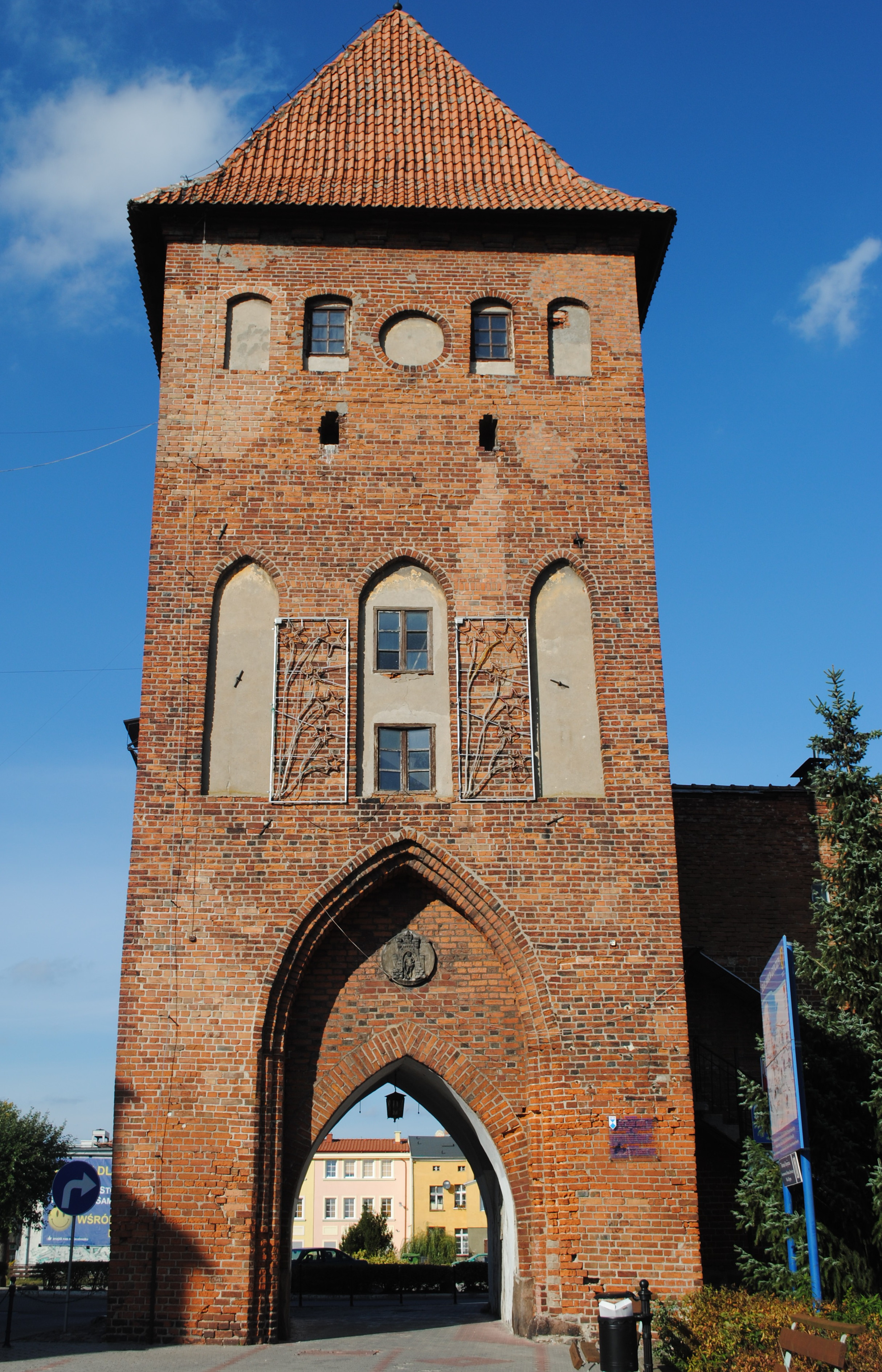
Marienwerderer Tor
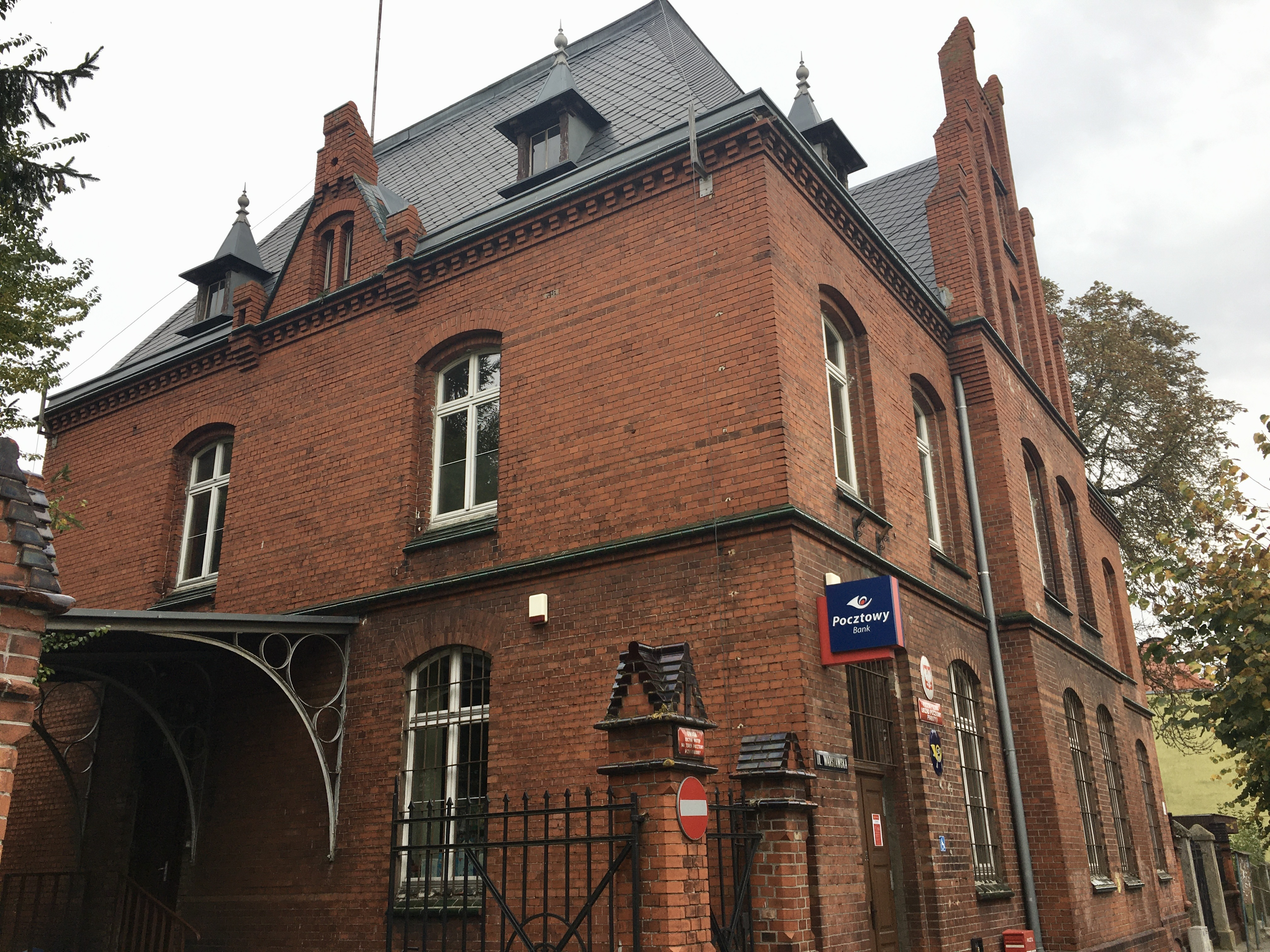
Postamt
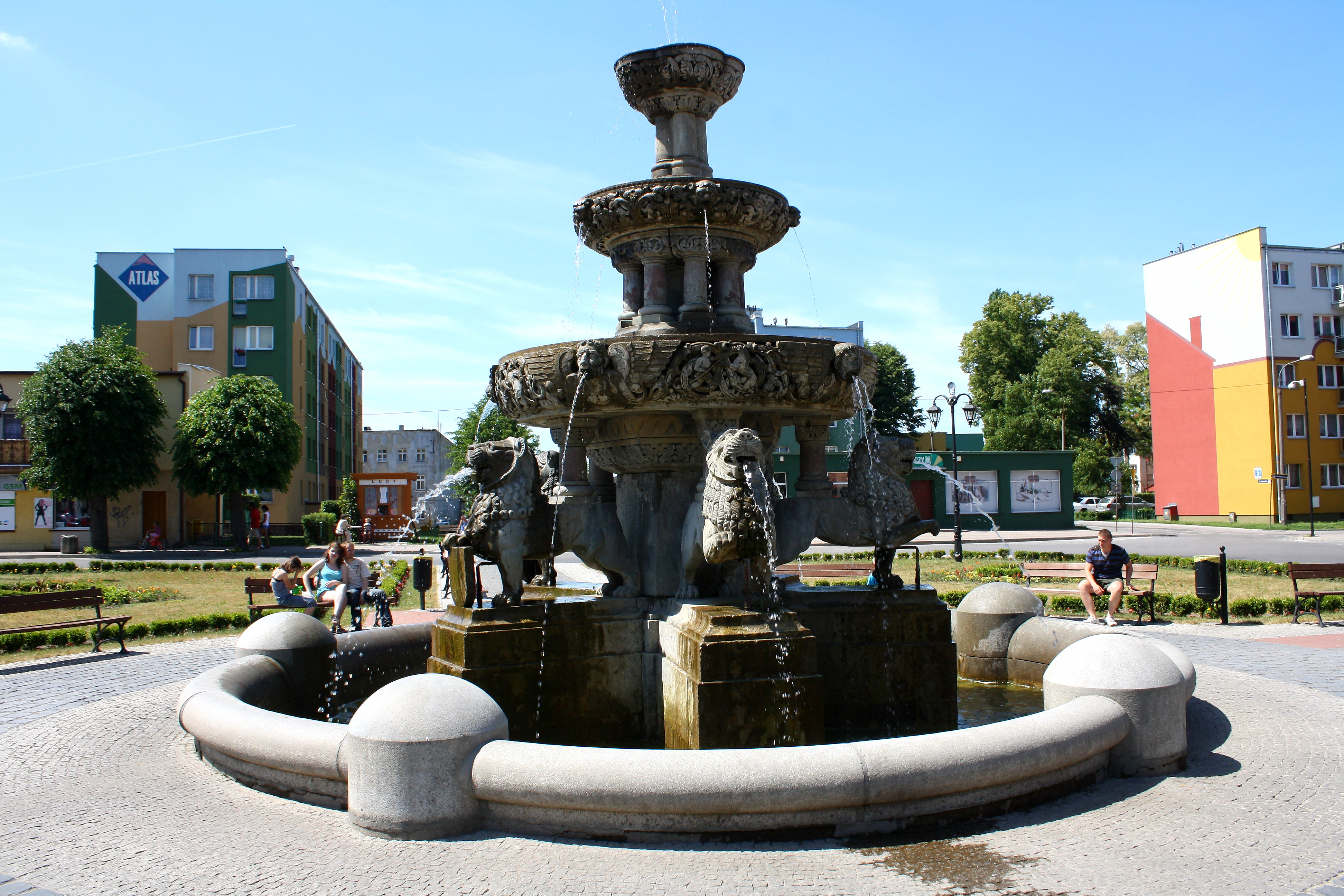
Rolandbrunnen
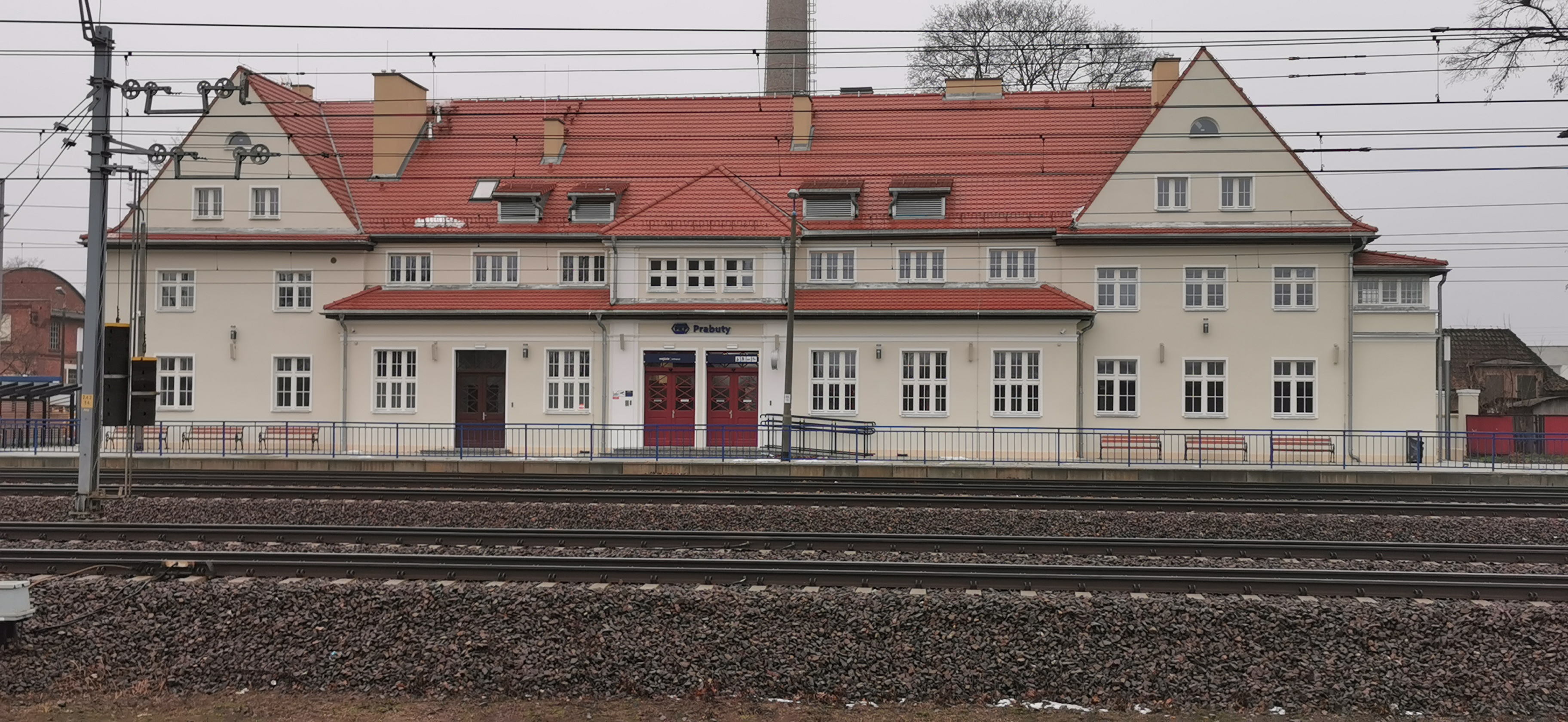
Bahnhof Prabuty

## Persönlichkeiten

### Söhne und Töchter der Stadt
- Peter I. von Oldenburg (1755–1829), Großherzog des Landes Oldenburg
- Karl Alexander von Bardeleben (1770–1813), Gründer der preußischen Landwehr
- Otto Carnuth (1843–1899), Altphilologe und Gymnasiallehrer
- August Wilhelm von Koch (1790–1861), preußischer General der Infanterie
- Paul von Schoenaich (1866–1954), deutscher Generalmajor, geboren in Klein Tromnau
- Adolf Treichel (1869–1926), deutscher Lehrer und Politiker; Präsident des Volkstags der Freien Stadt Danzig
- Antonie Zerwer (1873–1956), Wegbereiterin einer modernen Säuglingspflege
- Max Sitzler (1875–1952), Kurator der Universität Kiel
- Ernst Kuss (1888–1956), deutscher Chemiker, Hüttendirektor und Sozialpolitiker
- Charlotte Wolff (1897–1986), deutsche Ärztin, Sexualwissenschaftlerin
- Klaus Lazarowicz (1920–2013), deutscher Hochschullehrer und Theaterwissenschaftler
- Heino Falcke (* 1929), deutscher evangelischer Theologe, Propst
- Hartwig Reimann (* 1938), deutscher Kommunalpolitiker (SPD)
- Karl Friedrich Masuhr (* 1939), deutscher Neurologe, Psychiater, Buchautor und Galerist
- Harald Dzubilla (* 1944), deutscher Journalist und Kinderhörspiel-Autor

### Persönlichkeiten, die im Ort gewirkt haben
- Hiob von Dobeneck (um 1450–1521), pomesanischer Bischof
- Helius Eobanus Hessus (1488–1540), Kanzleibeamter und Gelegenheitsdichter des Bischofs Hiob von Dobeneck
- Johann von Posilge (um 1340–1405), preußischer Chronist, Offizial des Bischofs von Pomesanien, lebte in Riesenburg und verstarb vermutlich hier
- Otto Friedrich von der Groeben (1657–1728), Amtshauptmann über Riesenburg und Marienwerder

## Gmina Prabuty
Die Stadt-und-Land-Gemeinde Prabuty umfasst eine Fläche von 197,12 km², was fast 25 % der Fläche des Powiat Kwidzyński entspricht und von der 7,29 km² auf das Gebiet der Stadt fallen. Die Gmina zählt 13.000 Einwohner, die zu mehr als 65 % im Stadtgebiet leben.